# Raphael (Tortues Ninja)
 (janvier 2024).
Si vous disposez d'ouvrages ou d'articles de référence ou si vous connaissez des sites web de qualité traitant du thème abordé ici, merci de compléter l'article en donnant les références utiles à sa vérifiabilité et en les liant à la section « Notes et références ».
Pour les articles homonymes, voir Raphaël (homonymie).
Raphaël, un personnage de fiction, est l'une des Tortues Ninja. Il est la seule des quatre tortues à conserver le bandana rouge (à l'origine porté par toutes les tortues), et utilise deux saïs comme armes principales. Il porte le prénom de Raphael Sanzio, le peintre de la Renaissance. Usuellement, il est présenté comme le plus instable, aigri, agressif et violent, aimant se battre contre plusieurs adversaires. C'est d'ailleurs le plus balafré, et sa carapace est entaillée et marquée. Il est sarcastique, mais a un bon fond. 
La colère de Raphaël n'est pas toujours complètement explorée, bien que dans certaines circonstances, il semble qu'elle vienne du fait qu'il réalise, mieux que ses frères, qu'ils sont les seules créatures de leur genre et seront toujours solitaires. Il a en général aussi une relation conflictuelle avec Leonardo, dont il admet mal le droit au commandement.  En certaines occasions, il fait preuve d'une fâcheuse tendance à la témérité qui lui joue des tours.

## Comicoriginal
Raphaël est la plus violente des quatre tortues, tendant souvent à se déchaîner, aussi bien dans le combat que lorsqu'il est poussé à bout de nerfs dans la vie courante. Il fait rarement de l'humour, excepté des commentaires sarcastiques de temps à autre. Il partage une relation fraternelle particulièrement forte avec Michelangelo, qu'il considère comme son meilleur partenaire de bataille.
Dans le numéro qui lui est consacrée dans le Volume 1, Raphael #1, il fait connaissance, au cours d'une promenade nocturne, avec Casey Jones, un justicier encore plus impulsif et violent que lui. Après une poursuite à travers la ville entrecoupée de bagarre, Raphaelo réussit à convaincre Casey d'apprendre à se nuancer un peu, et tous deux finissent par développer une amitié.
L'histoire numéro 9 du volume 1 révèle que, dans son enfance, Raphael maniait des tonfas durant son entraînement.
Au début de l'arc Retour à New York, Raphaël réclame de retourner à New York pour faire face à Shredder, accusant Leonardo de couardise. S'ensuit d'une dispute entre lui et Leonardo, au terme de laquelle il se fait frapper par Leonardo et part seul à New York. Les autres Tortues le rejoignent, et tous les quatre finissent par attaquer les Foot. Durant l'attaque cependant, Raphael se dispute à nouveau avec Leonardo, et tente d'aller affronter Shredder seul, seulement pour être pris en embuscade par la Garde d'élite de leur ennemi. Leonardo le sauve, et Raphaël l'accepte enfin en tant que chef, lui laissant le droit d'affronter Shredder.
Durant l'arc The River (Volume 1, numéros 24, 25 et 26), Raphaël est touché par une sangsue, qui, en absorbant son sang, draine tout le mutagène de son corps, ramenant Raphaël à l'état de tortue ordinaire tandis que la sangsue mute en un énorme monstre vampirique, Bloodsucker. S'ensuit une poursuite contre ce mutant, qui commence à commettre plusieurs meurtres. Finalement, lorsque Bloodsucker tente de tuer les trois autres Tortues, Raphaël le mord à la gorge et réussit à ré-avaler le mutagène, retrouvant ainsi sa forme mutante tandis que Bloodsucker est ramené à l'état de sangsue ordinaire. Durant la période où Raphaël était redevenu une tortue normale, il avait semble-t-il conservé son intelligence, reconnaissant ses frères et ayant toujours désir de retrouver sa vraie forme. En tant que gag interne, il avait aussi gardé son agressivité, mordant à trois reprises au cours de l'histoire et amenant Leonardo à plaisanter dessus : « Raphaël est peut-être redevenu une tortue normale, mais c'est toujours Raphaël. »

### Image Comics
Durant la série Image Comics, Raphaël est défiguré à la suite d'un tir en pleine face, le laissant avec des cicatrices sur le visage. Pour les dissimuler, il porte pendant un temps un des masques de Hockey de Casey, avant de finalement se contenter d'un cache-œil.
Plus tard, il se retrouve coincé au milieu d'une guerre de gang entre les Mafieux du parrain « Big Tony » et les Foot. Alors qu'il tente de se débarrasser d'eux, il trouve par hasard l'ancienne chambre de Shredder, où repose encore l'armure de ce dernier. Une idée lui vient alors : enfilant l'armure, il agresse les Mafieux et les fait fuir. Il est ensuite confronté à des Foot outrés qu'il ait revêtu l'armure de leur chef. Toutefois, après qu'il a prouvé sa supériorité, ils optent pour lui demander de prendre leur commandement. À sa propre surprise, la Tortue accepte et devient le nouveau Shredder.
En tant que Shredder, Raphaël attaque les Mafieux et force Big Tony à conclure une trêve.
La série Image Comics devait originellement se situer dans la continuité du comic, mais a plus tard été classée comme non canonique par les auteurs.

## Première série animée
Dans la première série animée, plus tournée vers la parodie que l'action, Raphaël possède une personnalité différant sérieusement de celle originale. Beaucoup moins violent et agressif, il est présenté comme faisant des plaisanteries sarcastiques, souvent pour se moquer gentiment de Michelangelo. Il n'a pas non plus le moindre conflit avec Leonardo. Il adore s'acharner sur le clan des foots et sur quelques adversaires et ses acharnements sont plus doux. En plus, le conflit avec Casey Jones et la 1re rencontre est absent.

## Série animée de 2003
Dans la série de 2003, plus fidèle au comic, Raphaël est présenté comme plus proche de sa version originale : agressif, colérique et sarcastique, mais pas aussi violent (bien qu'impulsif).  Durant un épisode, dans un excès de colère, il a tout de même faillit fracasser le crâne de Michelangelo, comme il l'a fait au début de Raphael #1 dans le comic.
Raphaël aime se battre, et ne le cache pas. Il se dispute très souvent avec Leonardo et Michelangelo, acceptant mal d'obéir au premier et s'exaspérant des plaisanteries du second, mais est usuellement le premier à réagir lorsqu'ils sont en danger. De même, il est parfois las des longues explications incompréhensibles de Donatello, mais réagit toujours s'il lui arrive quelque chose, et il a été vu fouillant la ville pour retrouver Splinter lors de la disparition de ce dernier. En terme général, il rage souvent encore plus lorsqu'il arrive quelque chose à ses frères ou son père adoptif, et il se pourrait que sa colère soit seulement une façon de cacher son affection pour sa famille.
Comme dans le comic, Raphaël est la première Tortue à rencontrer Casey Jones, et partage avec lui une amitié forte. On sait aussi qu'il souffre d'entomophobie (il déteste les insectes).

## Série animée de 2012
Raphaël garde un caractère proche du comic. Agressif, colérique et impulsif, il se dispute souvent avec Leonardo, remettant en question son rôle de leader, mais aussi avec Michelangelo qui l'exaspère avec ses plaisanteries, et parfois Donatello quand celui-ci s'émerveille devant des merveilles technologiques que lui seul arrive à comprendre. Il devient le leader le temps d'un épisode après une confrontation avec Leonardo, et comprend que sa tache n'est pas aussi facile qu'il n'y paraît. C'est lui qui se met le plus souvent à dos les antagonistes de la série, aimant particulièrement se battre contre le gang des Foots ou bien les Kraangs. Il est injurié par un homme nommé Vic qui devient une araignée mutante, ou encore envoie Baxter Stockman dans une poubelle. Parmi les disciples de Shredder, il entretient une forte rivalité avec Xever, qui deviendra Fishface à la suite de sa mutation. Dans la série il se fait surnommer Raph.
Fidèlement au comic, Raphaël a la carapace la plus marquée avec quelques entailles, et son bandeau est légèrement abîmé. Il a également la phobie des cafards et se retrouve pourchassé par un cafard mutant qui le force à surmonter sa peur.
Raphaël est également très attaché à Spike, sa tortue de compagnie, qui est un peu comme son confident jusqu'à ce qu'il mute en une tortue mutant nommé Slash.
Plus tard il va faire la connaissance de Casey Jones, qui attaque les dragons pourpres et interpose sur Casey Jones de son acte, il se lit ensuite d’amitié avec Casey Jones.
Il rencontrera également durant la saison 4 une femelle Salamandre (familier au tritonator) extraterrestre nommé Y'gythgba, dont il tombera amoureux et surnommera MONA LISA.

## Film
Dans la trilogie de 1990, il conserve toujours sa nature colérique mais sa dispute est légèrement plus douce et son altercation à la 1re rencontre de Casey Jones aussi.
Dans le film de 2007 il est agressif et en conflit avec Leonardo. Il est Nightwatcher.
Dans le film de 2014 il est menaçant, par exemple face à April au sujet de la photographie.